# 西部法律
《西部法律》是一款由Accolade制作和发行的冒险类游戏。本游戏最初于1985年在Commodore 64和Apple II家用电脑发行，后于1987年3月6日在日本地区FC游戏机发行。
游戏主要发生在一个边境小镇，玩家的角色为警长。在游戏中有枪战发生，玩家需要向对手进行射击。
Zzap!64表示本游戏令人印象非常深刻，具有很好的图形和强烈的气氛，但是游戏非常简短。